# Jiahe (köpinghuvudort i Kina, Hubei Sheng, lat 32,88, long 110,03)
Jiahe (kinesiska: 夹河) är en köpinghuvudort i Kina. Den ligger i provinsen Hubei, i den centrala delen av landet, omkring 480 kilometer nordväst om provinshuvudstaden Wuhan. Antalet invånare är 30 246. Befolkningen består av 14 197 kvinnor och 16 049 män. Barn under 15 år utgör 18,0 %, vuxna 15-64 år 72 %, och äldre över 65 år 9,0 %.
Runt Jiahe är det ganska tätbefolkat, med 120 invånare per kvadratkilometer. Jiahe är det största samhället i trakten. I omgivningarna runt Jiahe växer i huvudsak blandskog.
Genomsnittlig årsnederbörd är 976 millimeter. Den regnigaste månaden är augusti, med i genomsnitt 160 mm nederbörd, och den torraste är januari, med 8 mm nederbörd.